# Wout Coomans
Wout Coomans (Tessenderlo, 9 december 2001) is een Belgisch voetballer die sinds 2023 uitkomt voor MVV Maastricht.

## Clubcarrière
Coomans begon zijn jeugdopleiding bij Penarol Engsbergen. Op z'n zevende ging hij testen bij KRC Genk, maar tekende hij bij STVV. Na drie seizoenen bij de Truienaars belandde hij in 2011 uiteindelijk toch bij Genk. Daar ondertekende hij in januari 2019 zijn eerste contract. In maart 2021 werd het contract van Coomans, die in de twee voorgaande seizoenen werd afgeremd door blessures, met een jaar verlengd (plus optie met nog een extra jaar). In november 2021 speelde hij mee in een oefenwedstrijd tegen Oud-Heverlee Leuven waarin ook onder andere Mike Trésor Ndayishimiye, Joseph Paintsil en Théo Bongonda op het veld stonden.
In januari 2022 leende Genk hem voor de rest van het seizoen uit aan KVV Thes Sport Tessenderlo, dat een vervanger zocht voor de langdurig geblesseerde Sam Vanaken. Na afloop van de uitleenbeurt nam Thes Sport hem definitief over van Genk. In zijn eerste volledige seizoen bij Thes Sport speelde hij mee in 32 van de 38 competitiewedstrijden. Nog voor het einde van het seizoen 2022/23 kondigde Coomans zijn afscheid aan bij Thes Sport.
In juni 2023 maakte Coomans de overstap naar MVV Maastricht, waar hij een tweejarig contract met optie op een derde seizoen ondertekende. Op 13 augustus 2023 maakte hij zijn officiële debuut in het eerste elftal van de club: op de openingsspeeldag van de Keuken Kampioen Divisie kreeg hij tegen VVV-Venlo (1-3-winst) meteen een basisplaats van trainer Maurice Verberne.

## Clubstatistieken
| Seizoen         | Club            | Land               | Competitie       | Competitie | Competitie | Beker | Beker | Supercup | Supercup | Europees | Europees | Totaal | Totaal |
| Seizoen         | Club            | Land               | Competitie       | Wed.       | Dlp.       | Wed.  | Dlp.  | Wed.     | Dlp.     | Wed.     | Dlp.     | Wed.   | Dlp.   |
| --------------- | --------------- | ------------------ | ---------------- | ---------- | ---------- | ----- | ----- | -------- | -------- | -------- | -------- | ------ | ------ |
| 2021/22         | KRC Genk        | Vlag van België    | Eerste klasse A  | 0          | 0          | 0     | 0     | 0        | 0        | 0        | 0        | 0      | 0      |
| 2021/22         | → Thes Sport    | Vlag van België    | Eerste nationale | 13         | 0          | 0     | 0     | —        | —        | —        | —        | 13     | 0      |
| 2022/23         | Thes Sport      | Vlag van België    | Eerste nationale | 32         | 1          | 4     | 1     | —        | —        | —        | —        | 36     | 2      |
| 2023/24         | MVV Maastricht  | Vlag van Nederland | Eerste divisie   | 26         | 0          | 1     | 0     | —        | —        | —        | —        | 27     | 0      |
| 2024/25         | MVV Maastricht  | Vlag van Nederland | Eerste divisie   | 29         | 1          | 1     | 0     | —        | —        | —        | —        | 30     | 1      |
| Carrière totaal | Carrière totaal | Carrière totaal    | Carrière totaal  | 100        | 2          | 6     | 1     | 0        | 0        | 0        | 0        | 106    | 3      |

Bijgewerkt op 22 maart 2025.